# SCARY -Delete streamin' freq. from fear side-
「SCARY -Delete streamin' freq. from fear side-」（スケアリー デリート ストリーミン フレク フロム フィアー サイド）は、日本のバンドTHE MAD CAPSULE MARKETSの17枚目のシングルである。2004年2月4日発売。発売元はビクターエンタテインメント。

## 概要
完全限定生産という形で発売。特典として「ポチカー」の組み立てキット（ミニサイズプラモデル）がつけられた。
また、本作はホーユーのメンズビューティーンのCMソングに採用されていた。
総合格闘家である五味隆典の入場曲としても有名。
後にシングルのリリースが一切ないまま2006年に活動休止したため、現時点では本作が最後のシングルとなっている。

## 収録曲
1. SCARY -Delete streamin' freq. from fear side-(3:58)
作詞・作曲：TAKESHI UEDA

## 収録アルバム
- オリジナル『CiSTm K0nFLiqT...』（2004年3月31日）
- ベスト『1997-2004』（2004年12月1日）